# Interstellaires
Pour les articles homonymes, voir Interstellaire.
Albums de Mylène Farmer
Timeless 2013
(2013) Désobéissance
(2018)
Singles
1. Stolen Car
Sortie : 28 août 2015
2. City of Love
Sortie : 8 janvier 2016
3. C'est pas moi
Sortie : 14 juin 2016

Interstellaires est le 10e album studio de Mylène Farmer, paru chez  Polydor le 6 novembre 2015. 
Composé d'onze titres, ce disque est écrit et co-composé par la chanteuse elle-même, en collaboration avec le producteur américain Martin Kierszenbaum.
Allant du rock à la pop, en passant par des titres funk, electro et quelques ballades plus douces, la chanteuse signe des textes plus aériens, souvent en rapport avec l'espace, faisant appel à l'imaginaire et dévoilant des envies d'ailleurs.
Salué par la critique et porté par les singles Stolen Car (en duo avec Sting), City of Love et C'est pas moi, l'album se classe dans le Top 10 de seize pays. Certifié triple disque de platine en France et disque d'or en Belgique, il dépasse les 400 000 ventes trois mois après sa sortie.

## Histoire

### Genèse
Après la sortie en 2012 de l'album Monkey Me, qui marquait ses retrouvailles avec Laurent Boutonnat et qui s'est écoulé à plus de 500 000 exemplaires, Mylène Farmer effectue l'année suivante une grande tournée, Timeless 2013, réunissant plus de 500 000 spectateurs.
Alors qu'elle vient de travailler sur un livre de photos de Sylvie Lancrenon, la chanteuse est victime d'une chute en début d'année 2015, se cassant la jambe et devant rester alitée plusieurs mois.

Elle dessine alors des illustrations pour le conte philosophique L'étoile polaire de Michel Onfray et s'attèle en parallèle à l'écriture d'un nouvel album avec le producteur américain Martin Kierszenbaum, qu'elle a rencontré en 2014 à New York après un concert de Sting, et qui avait notamment collaboré avec Lady Gaga, Sting et les groupes t.A.T.u. et Keane.

Ensemble, ils créent neuf titres.  
Un duo avec Sting est enregistré sur Stolen Car, une chanson de ce dernier parue en 2003 et pour laquelle Mylène Farmer réécrit une partie du texte et fait remixer le morceau par The Avener. Dévoilé à la fin du mois d'août 2015, ce titre fera office de premier extrait de l'album.

### Sortie
Deux mois après la sortie du duo Stolen Car, qui se classe no 1 du Top 50 en France et du Hot Dance Club Songs aux États-Unis, l'album Interstellaires paraît le 6 novembre 2015. Classé dans le Top 10 de seize pays, il enregistre le meilleur démarrage de l'année en France avec près de 110 000 exemplaires vendus dès sa première semaine.
Certifié triple disque de platine en six semaines, l'album dépasse les 400 000 ventes trois mois après sa sortie.
Tout comme Stolen Car, le single suivant, City of Love, atteindra lui aussi la première place du Top 50.

## Pochette
Signée par Ralph Wenig, la pochette de l'album montre Mylène Farmer dans une robe grise créée par Yiqing Yin, devant un fond de couleur saumon.

Les photos du livret mettent en avant le thème de l'espace.

## Liste des titres
| 1.  | Interstellaires                | Mylène Farmer        | Mylène Farmer, Martin Kierszenbaum               | 3:13 |
| 2.  | Stolen Car (en duo avec Sting) | Mylène Farmer, Sting | Sting                                            | 3:21 |
| 3.  | À rebours                      | Mylène Farmer        | Mylène Farmer, Martin Kierszenbaum               | 4:13 |
| 4.  | C'est pas moi                  | Mylène Farmer        | Mylène Farmer, Martin Kierszenbaum               | 3:43 |
| 5.  | Insondables                    | Mylène Farmer        | Mylène Farmer, Martin Kierszenbaum               | 2:36 |
| 6.  | Love Song                      | Mylène Farmer        | Mylène Farmer, Martin Kierszenbaum               | 4:35 |
| 7.  | Pas d'access                   | Mylène Farmer        | Mylène Farmer, Martin Kierszenbaum               | 3:19 |
| 8.  | I Want You to Want Me          | Rick Nielsen         | Rick Nielsen                                     | 3:08 |
| 9.  | Voie lactée                    | Mylène Farmer        | Mylène Farmer, Martin Kierszenbaum               | 3:19 |
| 10. | City of Love                   | Mylène Farmer        | Mylène Farmer, Martin Kierszenbaum, Matthew Koma | 4:28 |
| 11. | Un jour ou l'autre             | Mylène Farmer        | Mylène Farmer, Martin Kierszenbaum               | 4:27 |

Le 28 mai 2021, l'album est réédité en double CD, le deuxième disque proposant les versions instrumentales de chaque titre.

## Description des chansons
Hormis les reprises de Stolen Car et I Want You to Want Me, l'album est entièrement écrit par Mylène Farmer, qui co-signe également l'intégralité des musiques avec le producteur américain Martin Kierszenbaum. C'est la deuxième fois que la chanteuse travaille sur un album sans Laurent Boutonnat, après Bleu noir en 2010.
Allant du rock (Interstellaires, Love Song) à la pop (Voie lactée, City of Love), en passant par des titres funk (C'est pas moi), electro (Pas d'Access) et quelques ballades plus douces (À rebours, Insondables, Un jour ou l'autre), la chanteuse signe des textes plus aériens, souvent en rapport avec l'espace, faisant appel à l'imaginaire et dévoilant des envies d'ailleurs.

Elle déclarera : « J'avais envie d'espace, j'avais envie d'inconnu. Est-ce que c’est une forme de libération ? Je ne sais pas... Mais le voyage, le voyage avant tout. La liberté ». « C'est le rêve, c'est l'aventure, c'est la découverte... C'est un terrain vierge et c'est une façon de s'échapper peut-être du quotidien aussi, d'imaginer les choses ». 

### Interstellaires

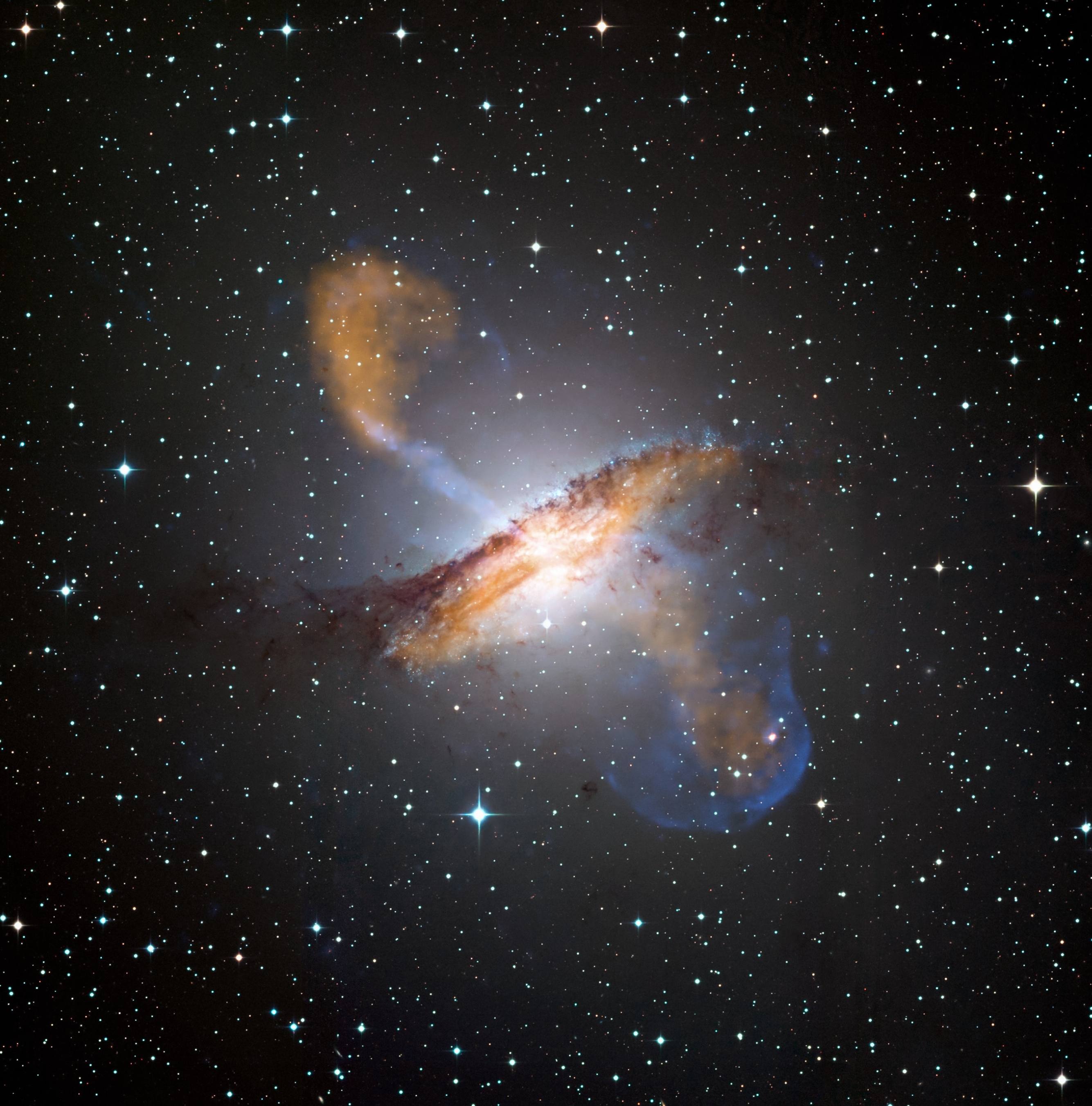
L'espace est un thème commun à plusieurs titres.

Introduit par des riffs de guitares électriques, ce titre aux sonorités rock évoque l'espace (« Voir l'espace, rêver d'un ailleurs, recommence dans un monde meilleur », « Le ciel profond où je plonge, amas d'étoiles, un songe »), utilisant plusieurs mots issus de ce champ lexical (« Devant moi, nébuleuses obscures », « Constellations dans un monde dans retour », « On se prépare au voyage pour des ères interstellaires »).
Mylène Farmer déclarera : « J'ai besoin d'imaginer un ailleurs, j'ai besoin de m'accrocher à cette idée, même si c'est évidemment métaphorique ».
Elle réfutera l'idée d'avoir été inspirée par le film Interstellar de Christopher Nolan : « Pas précisément, même si je l'ai vu, comme j'ai vu récemment Seul sur Mars. Ce qui m'intéresse, c'est l'idée de l'immensité et de l'insondable ».

### Stolen Car

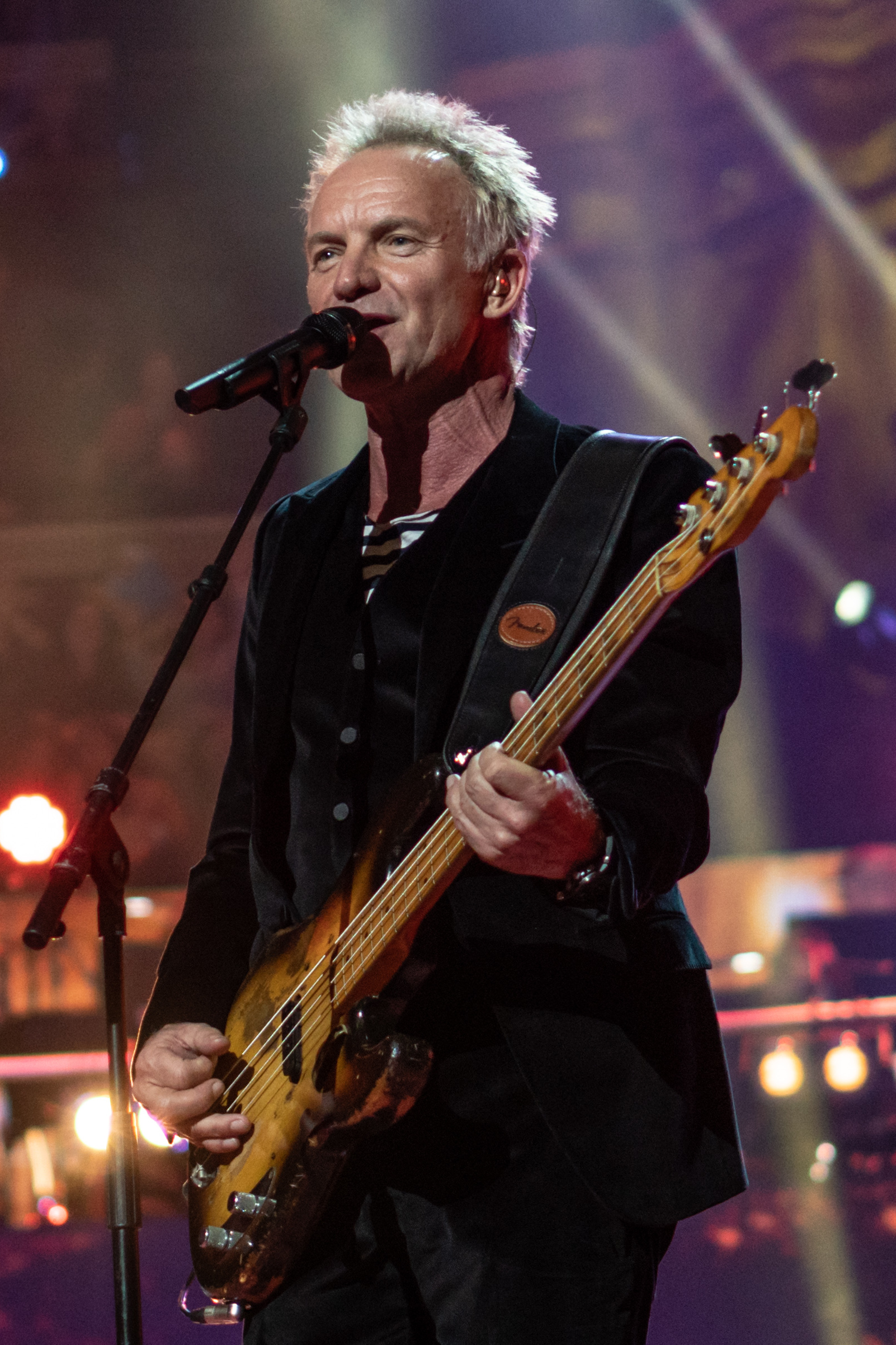
Sting.

Ce titre est à l'origine chanson de Sting, issue de son album Sacred Love en 2003.
Admiratrice de Sting, Mylène Farmer assiste en 2009 à l'un de ses concerts à Londres et sympathise avec lui.
Cinq ans plus tard, devenus amis, ils envisagent une collaboration en duo. Sting déclarera : « Aussitôt j'ai pensé à Stolen Car. Je l'avais écrite il y a près de douze ans. Elle avait été écrite pour qu'il y ait une voix féminine sur les refrains (« Take me dancing tonight »). Cette jeune femme, qui ne reçoit pas assez d'attention, est la maîtresse d'un homme d'affaires brillant et l'histoire est très intense. J'attendais la femme idéale pour interpréter la chanson, et Mylène était cette candidate parfaite. »
Mylène Farmer réécrit alors une partie du texte en ajoutant des phrases en français, tout en gardant l'esprit du texte initial : un voleur de voiture qui s'imagine la vie du propriétaire de cette voiture, et notamment son histoire extra-conjugale (« Tous les mots de sa maitresse, à l'oreille et sans détour, comme une chanson d'amour », « Les promesses d'un jour d'un soir, je les entends comme un psaume »).

Elle propose ensuite à Sting de chanter le titre dans une tonalité plus élevée et de faire produire le morceau par The Avener, lui donnant une musicalité à la fois plus pop et electro. 

### À rebours

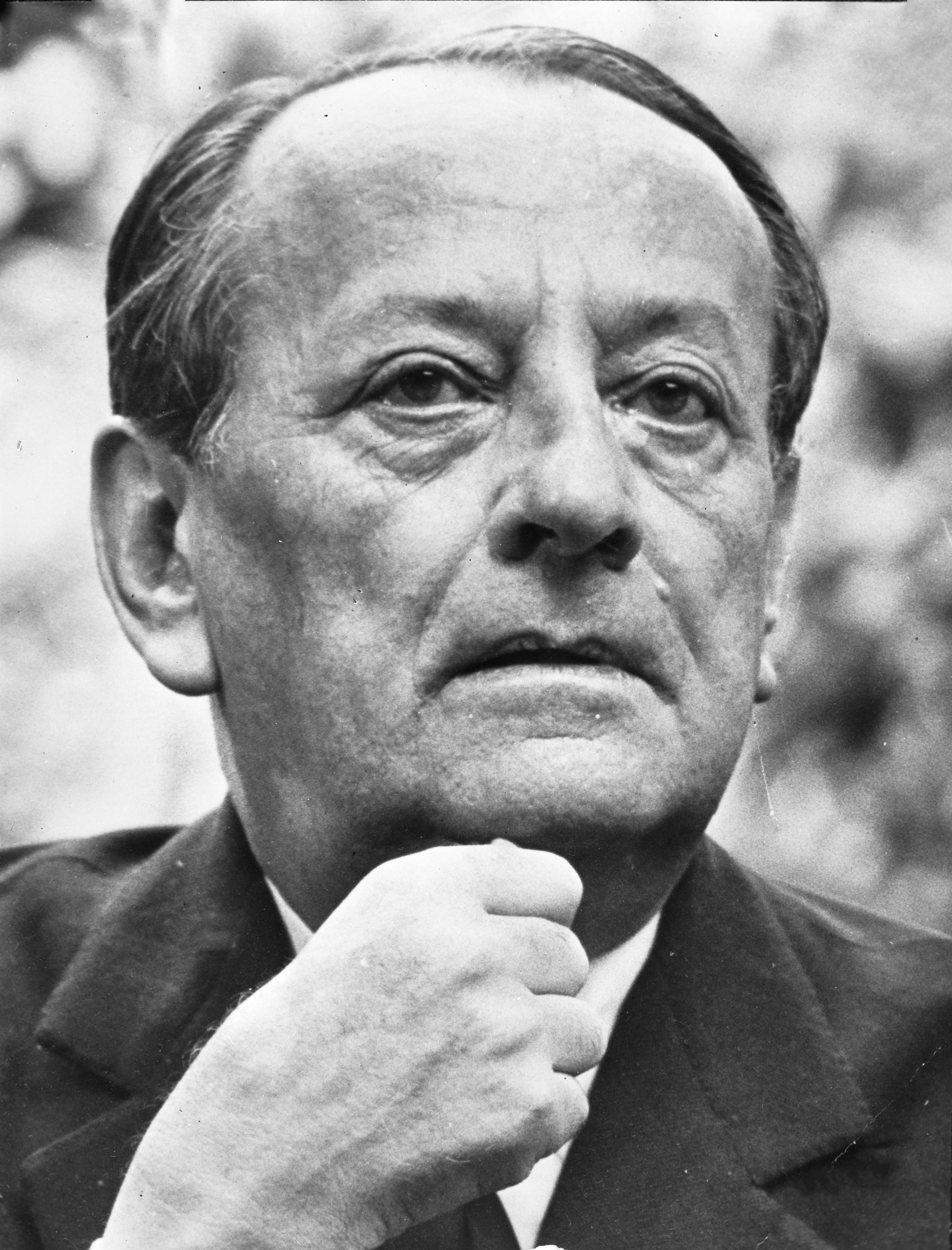
André Malraux.

Dans cette ballade, la chanteuse propose un slam au sein des couplets, avant de chanter les refrains de façon plus aérienne.
Le texte aborde les épreuves de la vie (« Le réel se dérobe, les anges ont dit que rien ne nous est envoyé qu'on ne peut supporter », « Les fantômes ne nous laissent en paix, tyrannie des secrets gardés ») et le repli sur soi (« Et d'un tour de clé, comme un sourd muet, nul besoin de barreaux, de croix, on s'enferme tout seul parfois »).
La chanteuse déclarera : « Souvent on est emmuré dans des émotions, dans des sentiments, des choses qui vous empêchent de vous projeter. Ce pour quoi je disais qu'on n'avait pas besoin d'être derrière des barreaux pour se sentir et menacé et dans un état d’étouffement ».
Dans le texte, elle fait notamment allusion à une célèbre phrase d'André Malraux (« La vie ne vaut rien mais rien ne vaut la vie »).

### C'est pas moi

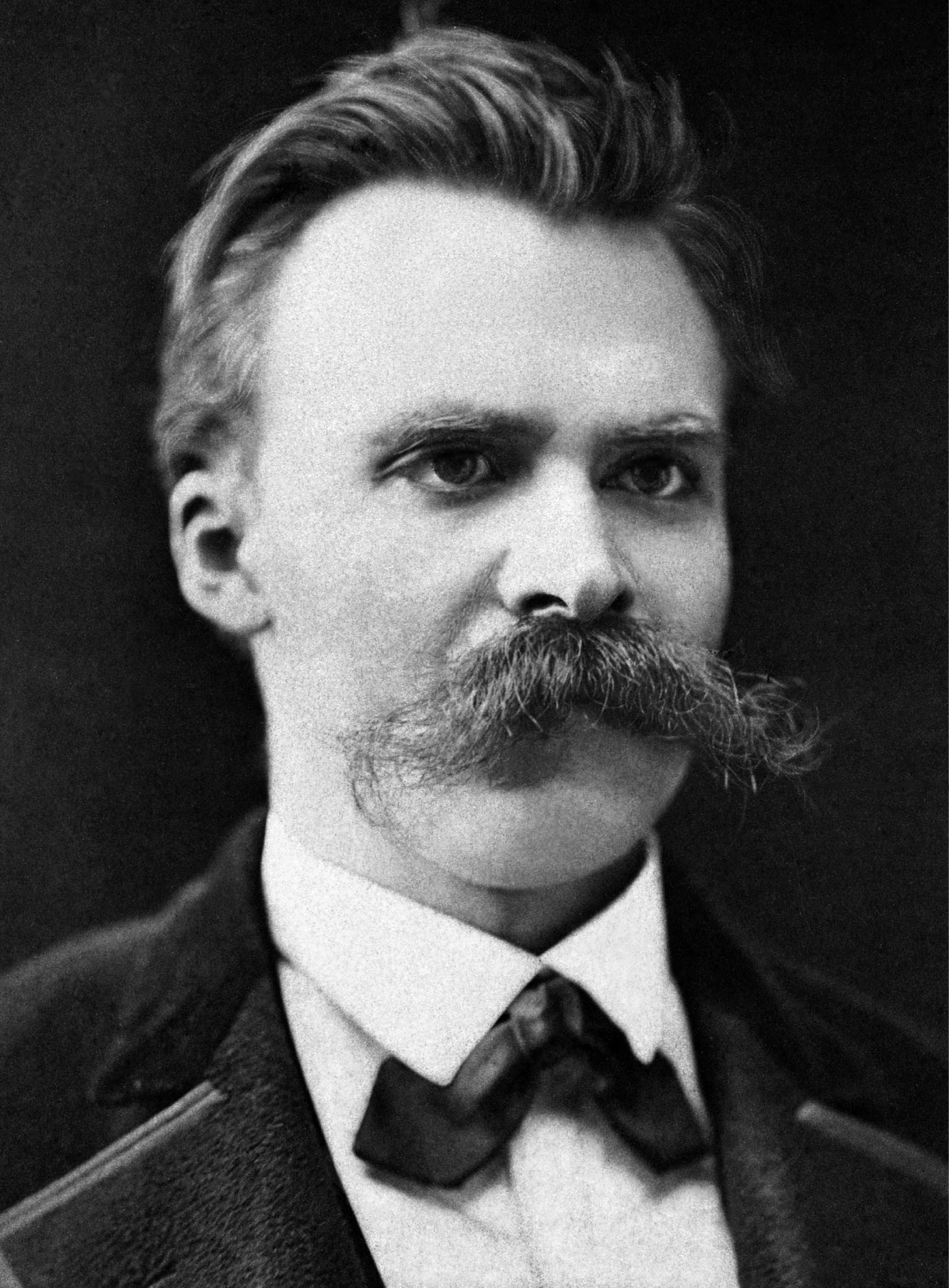
Friedrich Nietzsche.

Sur une ligne de guitare basse donnant un aspect funk à cette chanson rythmée, Mylène Farmer écrit un texte dans lequel elle dénonce le tiède, un thème déjà abordé dans certains de ses titres comme L'amour n'est rien..., et l'absence de prise de risques (« La vie, mais que vaut-elle sans danger, sans sexe et sans choix », « Marcher sa vie entière à côté de soi, tant d'âmes se méprennent », « Ainsi la ritournelle, la vie sans son, sans sel, pas là, pas dans la mienne, c'est pas moi »).
La phrase « Un oui, un non, une ligne droite » fait référence à une formule du philosophe allemand Friedrich Nietzsche, qu'avait déjà reprise Michel Onfray dans son conte philosophique L'étoile polaire que la chanteuse a illustré.

### Insondables
Dans cette ballade lancinante, la chanteuse relate l'histoire d'un homme désespéré (« Plus rien n'enchante le monde, insondables sont les flots », « Et le ciel est sans nuage, et les jours semblent longs. A perdu son point d'ancrage, il rentre dans sa maison »).

Au fur et à mesure que la chanson avance, on comprend que cette douleur est liée à une profonde peine de cœur (« Il lui dit à demi-mot qu'il l'aime, qu'il l'adore, qu'il l'aime... Mais le chaos du corps a ses raisons, a ses remords »), les dernières phrases dévoilant que sa femme n'est plus de ce monde (« Perdu le cœur d'une femme, et la mort porte son nom », « Il saignera encore jusqu'à sa mort »).

### Love Song
Ce nouveau titre rock est adressé aux « laissés pour compte », autrement dit aux personnes en manque d'amour (« Aux nuits consumées, aux solitaires et autres de l'oubli, d'une vie à l'autre, pas un hiver qui ne saigne », « Une Love Song quand je vois l'ombre nous séparer du monde »). 
Le thème du cosmos est de nouveau utilisé (« Pars dans l'espace », « Pâle est la Lune »). 

### Pas d'Access

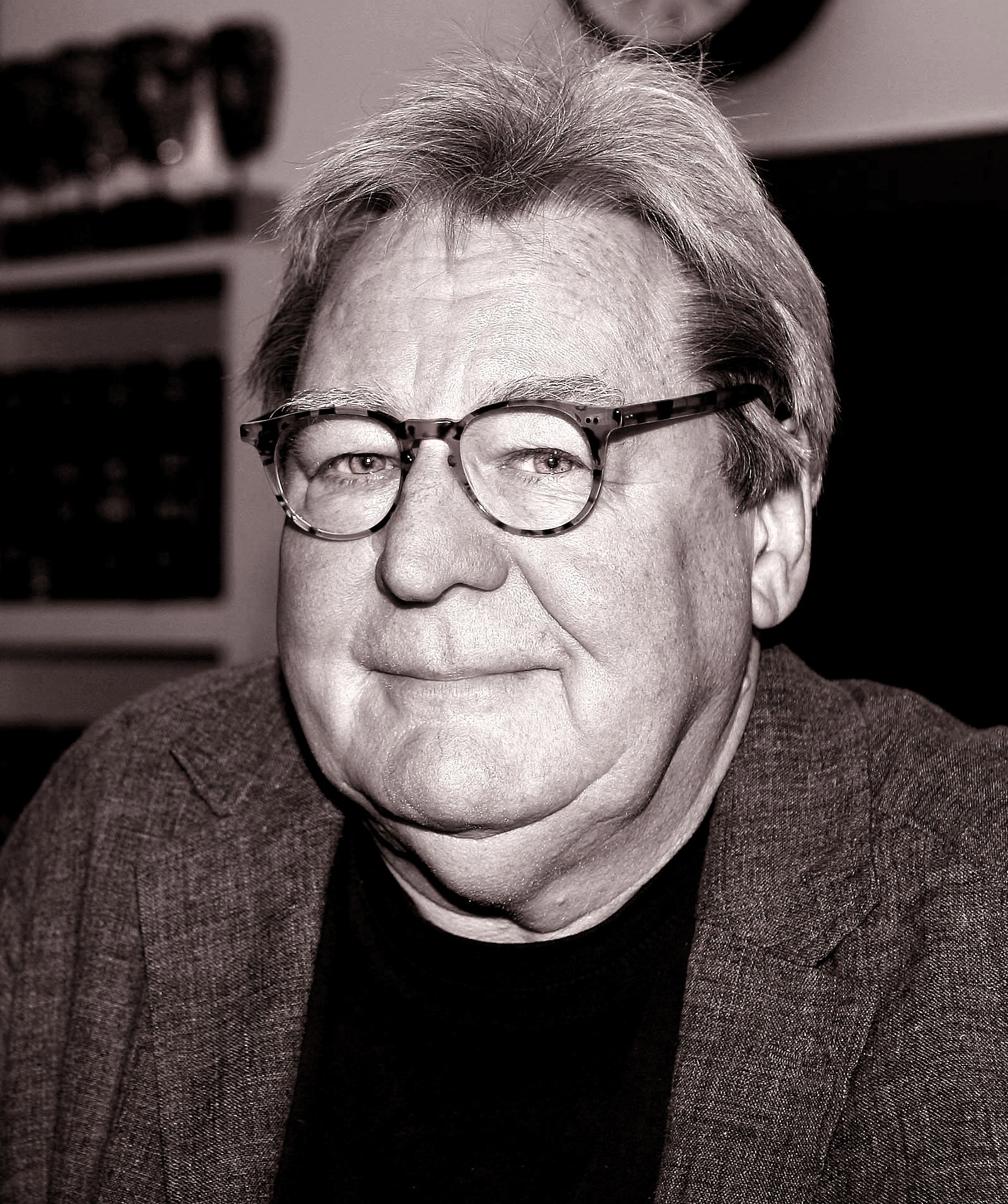
Alan Parker.

Pour ce titre plus electro, la chanteuse rend hommage au film Birdy d'Alan Parker (adapté d'un roman de William Wharton), dans lequel un soldat revient traumatisé de la guerre du Viêt Nam : ne sortant plus de son mutisme, il reste prostré durant des heures à fixer le ciel et à rêver de pouvoir voler comme un oiseau.
Les paroles du texte décrivent le sentiment d'enfermement (« Ballade astrale, plus de ce monde. Sarcophage, otage, des jours des ombres », « L'espace, la grâce, de grâce délivrez-moi ») dont le protagoniste tente de se libérer par son imagination (« Rapace, je m'évade, trouver son nid », « Décolle, je m'envole, plus ici, je m'asphyxie », « Là, je vole, m'affole, suis faucon, je suis Birdy »).
La chanson se termine par un cri de rapace.

### I Want You to Want Me

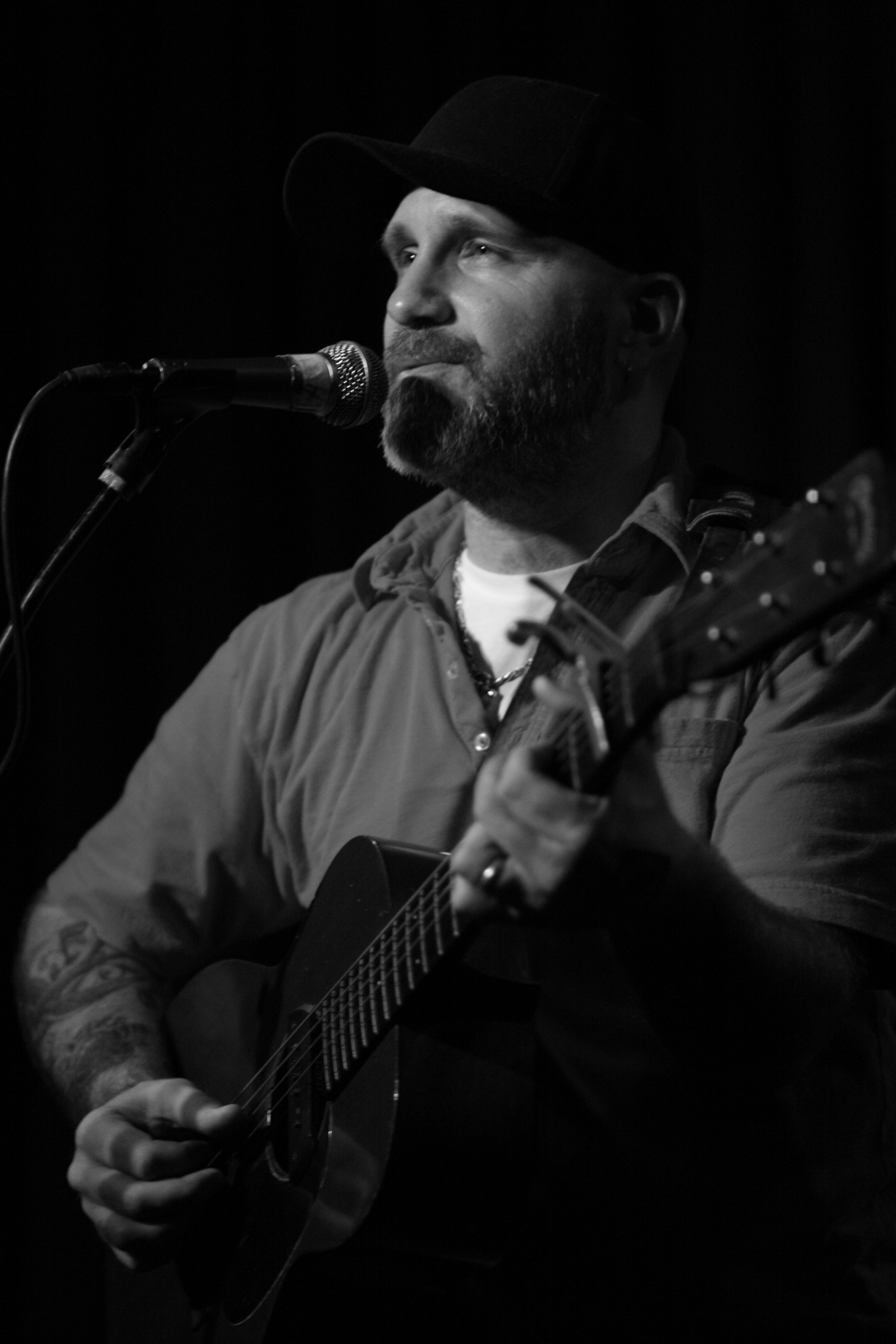
Gary Jules.

Cette ballade est une reprise du titre I Want You to Want Me, une chanson du groupe de rock américain Cheap Trick, sortie en 1977.
Alors que la chanson d'origine était très rock, Mylène Farmer la reprend dans une version beaucoup plus douce, transformant celle-ci en véritable chanson d'amour (« I want you to want me, I need you to need me, I'd love you to love me, I'm beggin' you to beg me »).

Elle s'est notamment inspirée de la reprise que le chanteur américain Gary Jules (qu'elle avait invité sur scène lors de sa tournée Timeless 2013 pour interpréter en duo Mad World et Les mots) en avait faite en 2011 : « J'avais entendu la version de Gary Jules. Il avait ralenti le tempo de cette chanson et je trouvais ça très joli et je me suis dit : "Pourquoi ne pas apporter une couleur différente à ce morceau ?" ».
C'est la seule chanson de l'album que Mylène Farmer interprète intégralement en anglais.

### Voie lactée

La Voie lactée.

Reprenant à nouveau le thème de l'espace (« Me perdre dans la Voie lactée, ourlée de mystère, m'y plonger dedans »), la chanteuse propose un titre plus pop dans lequel elle aborde sa mélancolie parfois pesante (« Longue vie aux morts de mes nuits, qui font la nique à l'ennui, qui surgissent sans répit, sans aucun bruit », « Longueur des jours alanguie, l'à quoi bon dicte ma vie, une part de moi qui s'en va, échec échec, tout laisser là ») et rêve de s'envoler pour plus de légèreté (« Langueur et mélancolie, les laisser là pour la vie. Déposer armes et fracas, et puis comme ça, tout laisser là », « Comme les flocons d'air, de neige, et je perds la notion du temps »).

### City of Love
Sur une musique pop aérienne composée par elle-même, Martin Kierszenbaum et Matthew Koma, la chanteuse écrit un texte positif dans lequel l'amour est présenté comme pouvant illuminer la vie (« Si seulement chemin faisant, l'amour surgit du néant, n'avoir d'autre vœux que l'autre, même un instant », « Les mots au bout des lèvres, un chemin vers la vie »).
Les mots « City of Love » sont les seuls mots en anglais, au sein de ce texte écrit entièrement en français.

### Un jour ou l'autre

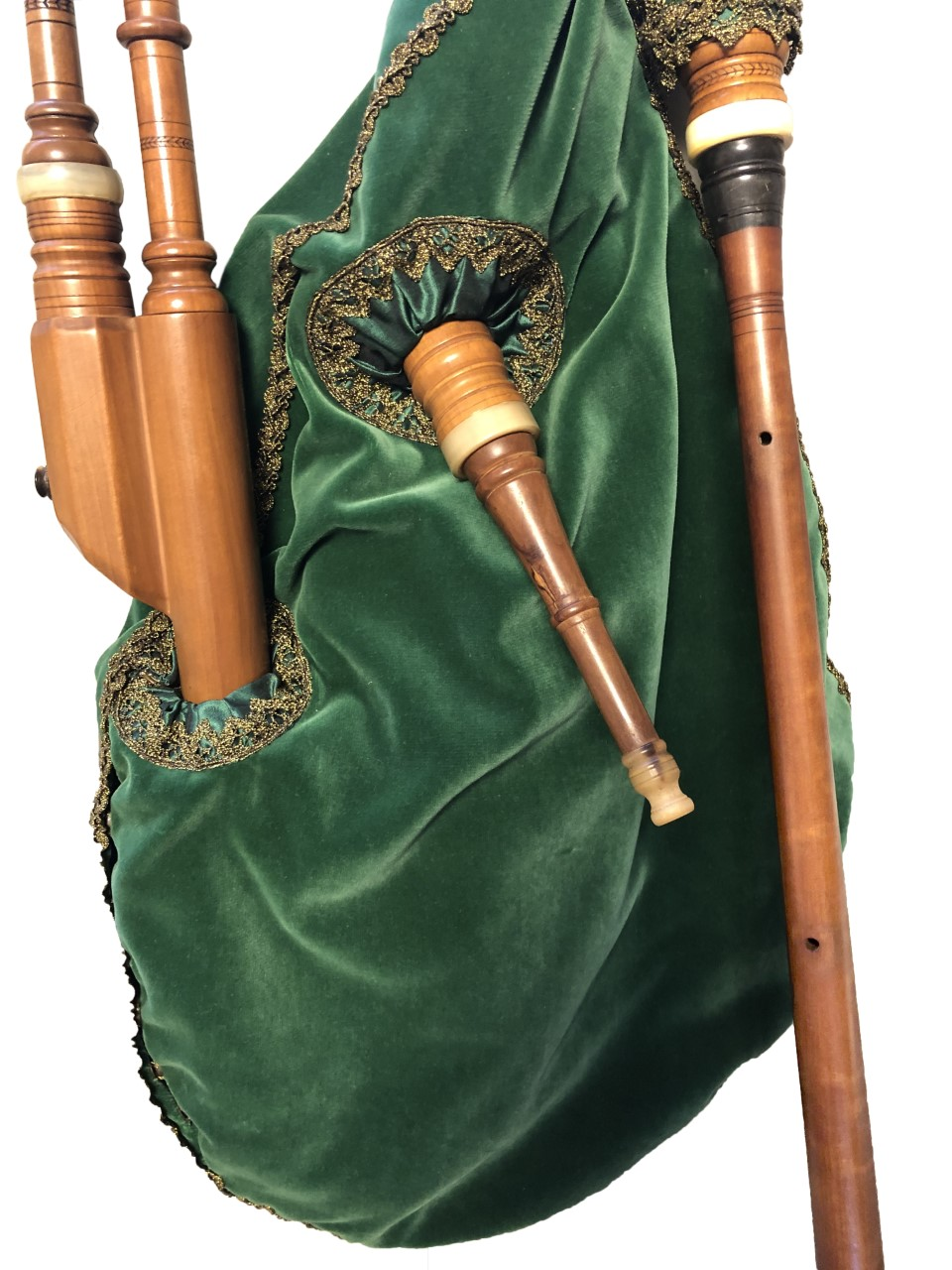
Une cornemuse.

Cette ballade, interprétée sur des notes aigües, évoque le deuil.

Alors que les couplets décrivent principalement l'absence et la peine (« Tout s'efface, un point dans l'univers, dans des eaux solitaires, être privé de tout, de soi », « L'absence et puis l'oubli, nos illusions qui se mettent à genoux »), les refrains offrent une vision davantage remplie d'espoir (« Retrouver un jour ou l'autre une étoile, s'endormir l'un contre l'autre, Aimer », « S'élever, recoudre l'air, Aimer »).
Le thème de l'espace est de nouveau repris dans plusieurs éléments du texte (« Un point dans l'univers », « Retrouver un jour ou l'autre une étoile », « Quand les cieux se résignent », « Je nous vois des peintres de lumières », « Mais que penser de l'univers »).
La musique, composée notamment de cornemuses et de tambours, donne une musicalité écossaise au titre.

## Accueil critique
- « Mylène Farmer revient au top avec 11 titres où les guitares se font entendre. Et où les refrains se retiennent d'emblée. Un album de grande qualité. » (La Dernière Heure)[26]
- « Le charme opère. Elle y réussit le pari de plaire à ses fans tout en les surprenant. » (Ouest-France)[27]
- « Guitares, basses, piano et batterie sont au premier plan mais le son est moins martelé, plus aérien que dans ses précédentes productions. La voix, suave, est mieux maîtrisée. Mylène Farmer semble avoir déposé les armes, s'être délivrée d'artifices en optant pour des arrangements plus simples [...] Plus directe, usant de moins d'effets de style, la star reste pourtant d'une efficacité redoutable. L'opus recèle des tubes en puissance. » (La Voix du Nord)[28]
- « Sans être révolutionnaire, Interstellaires démontre la volonté de Mylène Farmer d'évoluer en altitude, en s'appuyant sur des chansons directes, débarrassées du superflu et de tout artifice. » (Le Matin)[29]
- « Loin de la phase très electro de ses dernières années, pensée pour faire planer les âmes en discothèque, c'est elle qui est cette fois comme en suspension, lumineuse, attirée par un ailleurs qui laisse libre cours à l'imaginaire. Un album très réussi qui ravira les fans de la première heure. » (TV8)[30]
- « Interstellaires est incontestablement moderne, aérien et est composé sur une véritable palette musicale variée. Une réussite. » (Télé-Loisirs)[31]
- « D'album en album, Mylène Farmer décline la même recette, avec de moins en moins d'inspiration. » (Le Parisien)[32]
- « La star de la galette Made in France a laissé tomber les outrances de ses albums précédents et ose la mélancolie sans fard. Ça lui va plutôt bien. » (Le Soir)[33]
- « Kierszenbaum apporte sa science du tube sur ce disque. Et ça fonctionne. » (Moustique)[34]
- « Interstellaires est une bonne surprise. Elle nous avait déjà conquis avec son duo inattendu au côté de Sting. Mylène Farmer continue de nous étonner, en allant chercher des sons modernes et de nouvelles influences grâce à Martin Kierszenbaum. » (Version Femina)[35]

## Singles
Deux chansons ont bénéficié d'une sortie en single : Stolen Car (en duo avec Sting) et City of Love. Le titre C'est pas moi a, quant à lui, simplement été envoyé aux radios au mois de juin 2016.
Une semaine avant la sortie de l'album, le titre Insondables a été dévoilé en exclusivité, accompagné d'un clip dans lequel Mylène Farmer n'apparaît pas. Réalisé par Eve Ramboz et Annie Dautane, celui-ci dissémine toutefois de nombreuses références à la carrière de la chanteuse, au travers d'objets ou de photos cachées dans le décor.

### Stolen Car

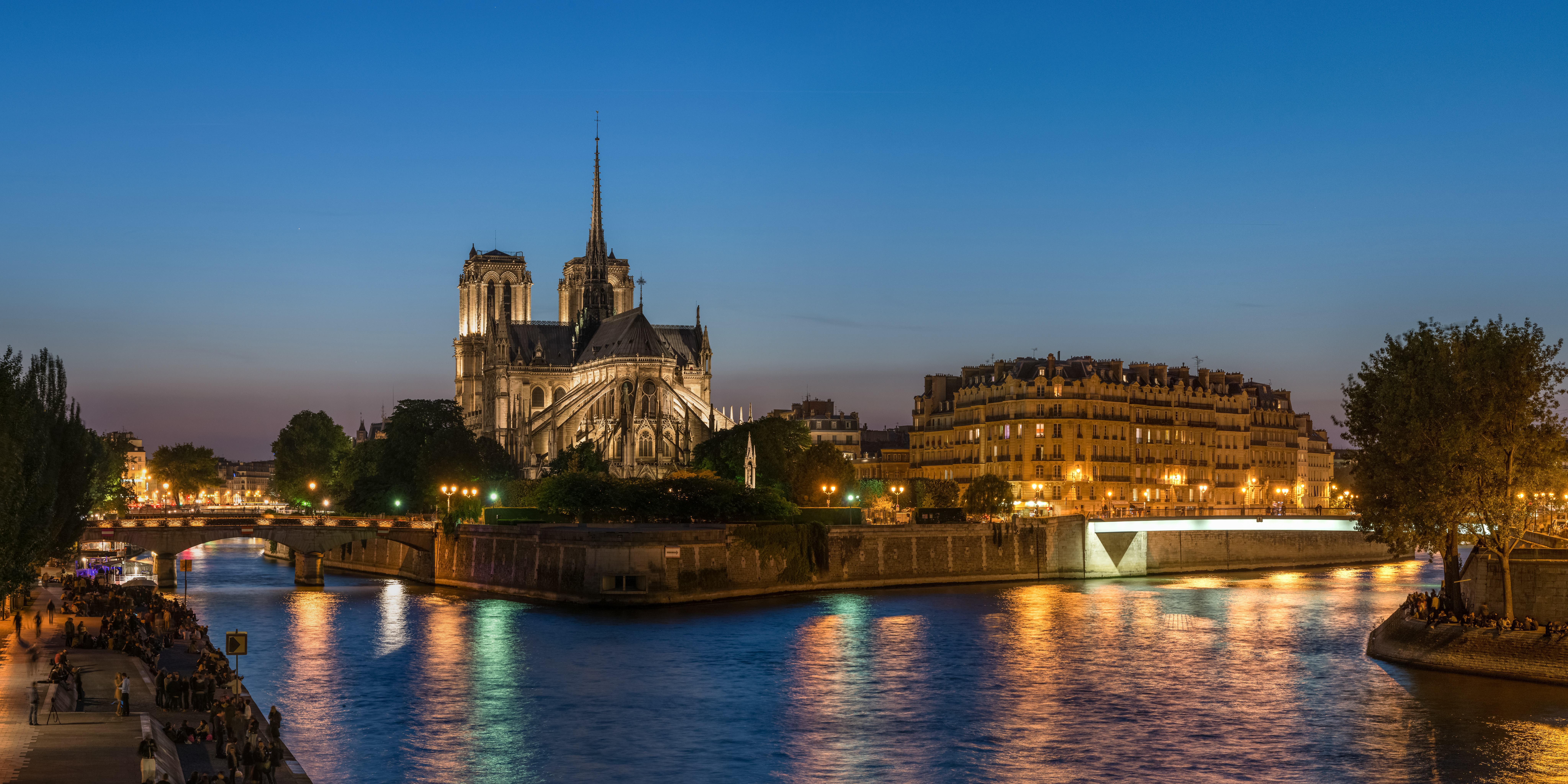
Le clip est tourné aux abords de la Cathédrale Notre-Dame de Paris.

Diffusé en radio à partir du 28 août 2015, le single sort en physique le 9 octobre 2015.
Le clip, réalisé par Bruno Aveillan, met en images les paroles de la chanson de façon très sensuelle au cœur de Paris, principalement au Royal Monceau et sur les quais de Seine, près de la Cathédrale Notre-Dame de Paris. Sting joue le rôle du voleur de voiture et de l'amant, tandis que Mylène Farmer joue celui de la maîtresse.
La chanson connaît un grand succès, se classant no 1 en France pendant deux semaines, mais également no 1 en Belgique et aux États-Unis, au sein du classement Hot Dance Club Songs. Mylène Farmer et Sting interprèteront d'ailleurs le titre dans l'émission américaine The Tonight Show Starring Jimmy Fallon, ainsi que lors des NRJ Music Awards sur TF1.

### City of Love

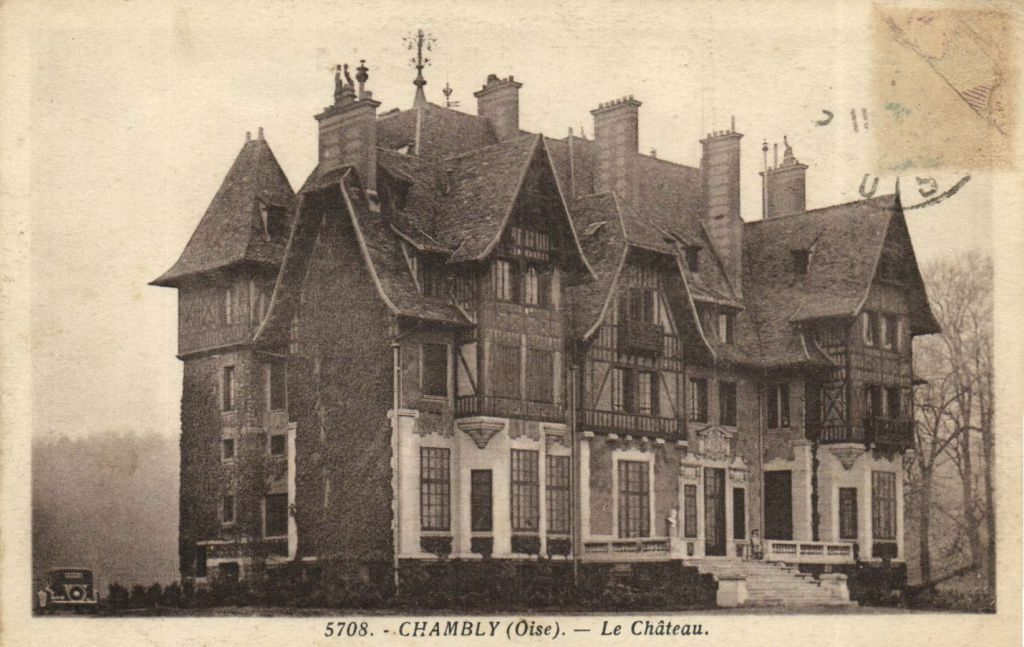
Le Château de Chambly.

Disponible en téléchargement à partir du 8 janvier 2016, le single sort en physique le 25 mars 2016.
Le clip, réalisé par Pascal Laugier, est tourné au Château de Chambly et intègre plusieurs références au cinéma fantastique, à l'instar de Edward aux mains d'argent de Tim Burton, Psychose et Les oiseaux d'Alfred Hitchcock, Cabal de Clive Barker ou encore Crimson Peak et Le Labyrinthe de Pan de Guillermo del Toro,.

Mylène Farmer apparaît grimée en créature blanche et ailée, déambulant dans une maison abandonnée et poussiéreuse.
La chanson se classe no 1 du Top Singles.
Au mois de février 2016, Martin Kierszenbaum propose un remix reggae du titre avec la collaboration du chanteur jamaïcain Shaggy.

### C'est pas moi
Le titre C'est pas moi est envoyé aux radios le 14 juin 2016, dans une version légèrement raccourcie. Toutefois, celui-ci ne bénéficiera ni d'un clip, ni de remixes, ni d'une sortie physique.

## Classements et certifications
Dès sa sortie, Interstellaires se classe directement no 1 du Top Albums, enregistrant le meilleur démarrage de l'année en France avec près de 110 000 exemplaires vendus dès sa première semaine. Il atteint également le Top 10 de seize pays.
Certifié triple disque de platine en France en six semaines et disque d'or en Belgique, l'album dépasse les 400 000 ventes trois mois après sa sortie.
| Classement                          | Meilleure position |
| ----------------------------------- | ------------------ |
| Allemagne (Media Control AG)        | 79                 |
| Belgique (Flandre Ultratop)         | 21                 |
| Belgique (Wallonie Ultratop)        | 1                  |
| États-Unis (Billboard World Albums) | 9                  |
| France (SNEP - Ventes)              | 1                  |
| France (SNEP - Téléchargements)     | 1                  |
| Grèce (IFPI Greece)                 | 70                 |
| Pays-Bas (Mega Album Top 100)       | 79                 |
| République tchèque (CNS IFPI)       | 41                 |
| Russie (Russian Album Charts)       | 6                  |
| Suisse (Schweizer Hitparade)        | 3                  |
| Suisse (Suisse romande)             | 1                  |

| Classement annuel (2015)     | Position |
| ---------------------------- | -------- |
| Belgique (Wallonie Ultratop) | 16       |
| France (SNEP)                | 10       |
| Suisse (Schweizer Hitparade) | 89       |

| Classement annuel (2016)     | Position |
| ---------------------------- | -------- |
| Belgique (Wallonie Ultratop) | 46       |
| France (SNEP)                | 108      |

### Certifications
| Pays     | Certification |
| -------- | ------------- |
| Belgique | Or            |
| France   | 3 × Platine   |

## Crédits
| - Paroles : Mylène Farmer - Sauf Stolen Car (Sting et Mylène Farmer) - Sauf I want you to want me (Rick Nielsen) - Musique : Martin Kierszenbaum et Mylène Farmer - Sauf Stolen Car (Sting) - Sauf I want you to want me (Rick Nielsen) - Sauf City of Love (Martin Kierszenbaum, Matthew Koma et Mylène Farmer) - Réalisation : Martin "Cherry Cherry Boom Boom" Kierszenbaum - Sauf Stolen Car (The Avener) - Programmation batteries, percussions et claviers : Martin "Cherry Cherry Boom Boom" Kierszenbaum - Sauf Stolen Car (The Avener) - Sauf I want you to want me (Jérôme Devoise) - Guitares : Martin Kierszenbaum - Guitares additionnelles : - Sébastien Chouard (Love Song, Interstellaires, C'est pas moi, Insondables) - Jerry Fuentes (City of Love) - Basses : Martin Kierszenbaum - Jonathan Noyce (Love Song, Un jour ou l'autre, Insondables, C'est pas moi) | - Batteries : - Loïc Pontieux (Love Song, Interstellaires, À rebours, Un jour ou l'autre) - Zach Jones (City of Love) - Arrangements cordes : Graham Preskett - Violoncelle Insondables : Ramino Belgardt - Production : Stuffed Monkey - Prise de son et mixage : Jérôme Devoise - Enregistré et mixé au Studio Guillaume Tell - Assistants : Adrien Bolko et Florent Berthier - Ingénieurs prise de son USA : Guy Lake et Robert Orton (City of Love) - Mastering : André Perriat à La Villa Mastering, assisté de Jérémy Henry - Sauf Stolen Car (Florent Sabaton à Color Sound Studio) - Management : Thierry Suc pour TS3 - Production exécutive : Paul Van Parys pour Stuffed Monkey - Photos : Ralph Wenig - Post-production : Christian Tochtermann - Création typographique Interstellaires : Cédric Martineaud - Stylisme : Yiqing Yin - Design : Henry Neu pour Com'N.B - Administration : Corinne Potier - Assistant de production : Philippe Bascugnana |